# 石橋美佳
石橋美佳（8月25日—）是日本的女性聲優，所屬Groupimpact/劇團Alter-Ego。以前所屬Bring-up。廣島縣出身。

## 演出作品

### 電視動畫
- 艾里亞斯 小援救船（嘉兒）
- 我愛美樂蒂（谷口雅也、柊鈴鹿）
- 我愛美樂蒂 閃亮亮★（珂珂、真實之鏡）
- 極速方程式（猴吉（萊因哈德III世）、國光）
- 銀牙傳說（小狗）
- 吟遊默示錄（愛德法（愛德）・馬克格拉夫・馮・西克特・納耶・布朗斯維格）
- 料理偶像（小奧、阿姨）
- 呱呱響叮噹（睡睡瞑）
- 鋼鐵神吉克（阿姨、女性朋友）
- 烏龍派出所（曼波）
- GO！純情水泳社！（有趣猴子）
- 寶石寵物（哈萊特老師、老奶奶）
- 寶石寵物 Twinkle☆（哈萊特老師）
- 魔女的考驗（仲間禮司、西爾斯）
- 人造昆蟲獨角仙博格V×V（貞子、健的母親 其他）
- 真·女神轉生 惡魔之子 光之書&闇之書（金回想、哥哥、小孩子）
- 涼風（五郎 其他）
- 麵包超人（紅蠟筆超人、雞蛋沙小子（第2代））
- 夏目友人帳 参（男學生）
- 破壞魔定光（女學生）
- 野獸戰爭 超生命體變形金剛（偵察員史坦比）
- 聖魔大戰2000（各益天女、暗暮黨首、福樂蕾顎、愛可）
- 尋找滿月（大嬸們）
- 哨聲響起（山口杉太、女學生）
- BOM BOM彈珠人太空戰士（小學生愛因）
- 水色時代（學生）
- 徽章戰士（胡椒貓、副會長、主持人、正宗、女高中生、學生）
- 徽章戰士魂（胡椒貓、少年A、小學生A、播報員）
- 遊戲王ZEXAL
- 遊戲王怪獸之決鬥（湯姆、小栗子、快樂淑女、芬妮兔、絽場的弟弟2、決鬥電腦）
- 遊戲王怪獸之決鬥GX（羽翼小栗子、法老王、五階堂寶山、瑞克）
- 遊戲王5D's（小栗子、小秋的母親、小三、女性看守 其他）
- 妖怪人間貝姆（2006年版）（小P）
- U.H.O.未來救援2061（桃野司令）
- 浪人劍心 -明治劍客浪漫譚-（新太）

### OVA
- 捉迷藏（汰豸兒）

### 劇場版動畫
- 10th週年劇場版 遊戲王 ～超融合！跨越時空的羈絆～（法老王、小栗子）
- 琴之森
- 浪人劍心 -明治劍客浪漫譚- 給維新志士的鎮魂歌

### 遊戲
- 遊戲王怪獸之決鬥GX TAGFORCE（一般男學生）
- 遊戲王怪獸之決鬥GX TAGFORCE2（一般男學生）
- 遊戲王怪獸之決鬥GX TAGFORCEス3（一般男學生）

### 其他
- 野獸戰爭情報電話（偵察員史坦比）

## 外部連結
- 公開簡歷